# フェルディナント・フォン・ウランゲル

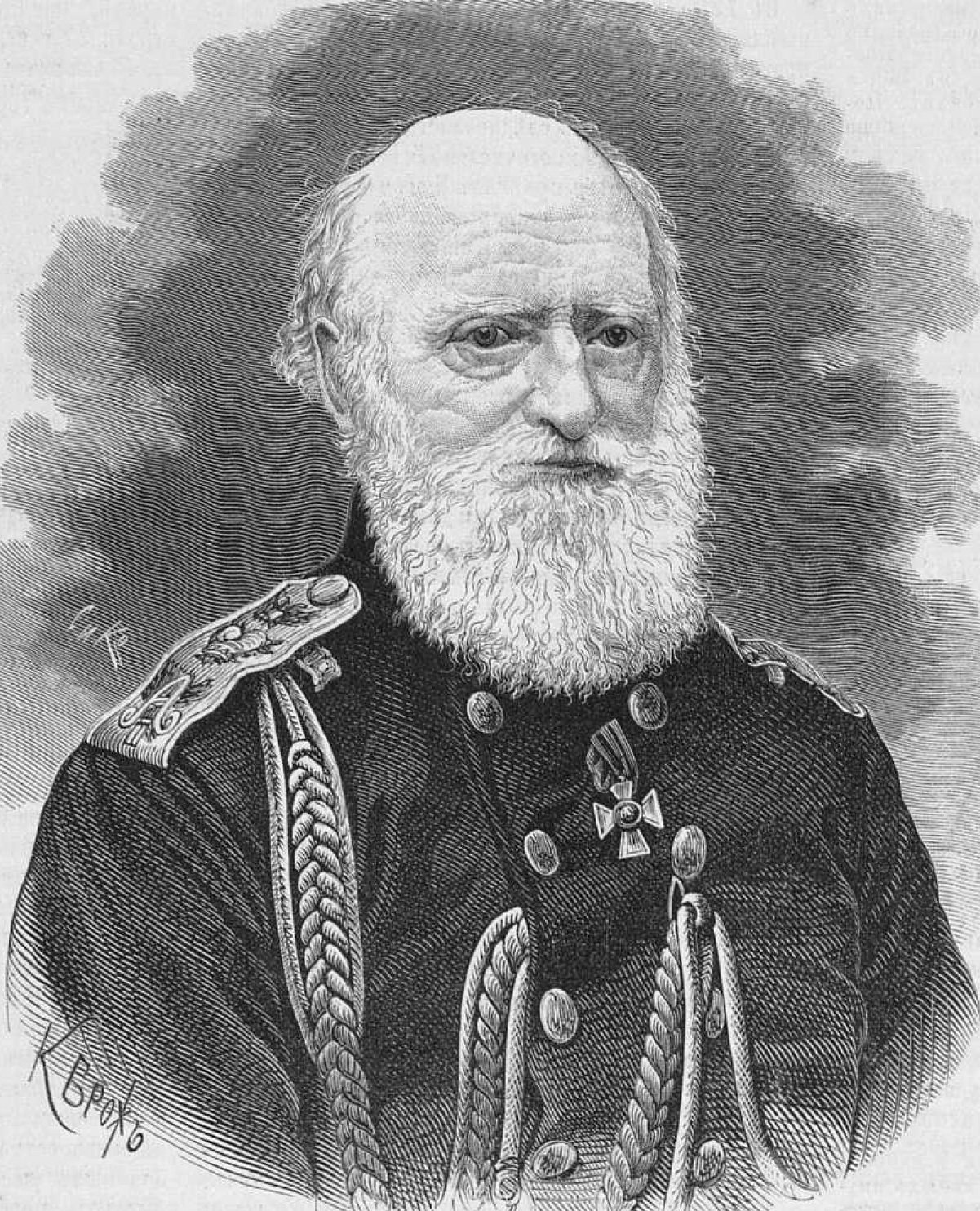
フェルディナント・フォン・ウランゲル

フェルディナント・フォン・ウランゲル（ドイツ語: Baron Ferdinand von Wrangel；ロシア語: Фердина́нд Петро́вич Вра́нгель；ラテン文字表記の例: Ferdinand Petrovich Vrangel、1796年12月29日（ユリウス暦1797年1月9日） - 1870年5月25日（グレゴリオ暦6月6日））は、ロシア帝国の男爵、ロシア海軍提督、探検家、ロシア科学アカデミー会員である。1845年にはロシア地理学会の創設メンバーの一人となった。

## 生涯
1796年、ウランゲルはプスコフでバルト・ドイツ人の貴族であるウランゲル家に生まれた。1815年に海軍兵学校を卒業後、1817年から1819年にかけてヴァシーリー・ゴロヴニーンが率いるカムチャツカ号による世界一周航海に参加した。
帰国後、ウランゲルはロシア極北（現在のサハ共和国、マガダン州、チュクチ自治管区周辺）の探検に乗り出した。コリマ川を北へ下り、その河口部からロシア極東最北端のシェラグスキ岬へと到達し、ユーラシア大陸最東端の北側は当時考えられていたような陸地ではなく、北極海であることを確認した。さらに、ピョートル・マチューシュキンとP・クズミンらとともに、インジギルカ川からチュクチ半島最東端のチュクチ海に面したコリュチンスカヤ湾までの海岸線を測量し、北極海航路（北東航路）の可能性を探った。彼の探検は、雪氷学、地磁気学、気候学の発展に貢献しただけでなく、極北地域に存在する天然資源や先住民の人口・文化に関する詳細な記録をもたらした。
ウランゲルは、鳥の群れが北の海へと飛んでいく様子や、先住民からの聞き取り調査を通じて、北極海には未知の陸地が存在する可能性を示唆した。1820年からの4年間にわたる探検ではその陸地を発見することはできなかったが、後に発見されたウランゲリ島には彼の名が冠された。
1825年から1827年にかけて、ウランゲルはクロートキイ号（Krotky）による世界一周航海を指揮した。1829年から1835年まではロシア領アメリカ総督を務め、アラスカの毛皮取引を一手に担った。その後、海軍に復帰したが、1840年から1849年まで露米会社の取締役としてアラスカとの関わりを続けた。1855年から1857年には海軍大臣を務めた。
1864年に引退した後、1840年に入手したエストニア東部の荘園で晩年を過ごし、1870年に死去した。彼は1867年のアメリカ合衆国によるアラスカ購入に強く反対した。

## 業績と栄誉
1855年、ウランゲルはロシア科学アカデミーの会員となった。代表的な著書には、1841年に刊行された『シベリア北岸と北極海への旅行』や、アメリカ大陸北西部の民族に関する書籍などが挙げられる。シベリアからアラスカにかけての多くの地名に彼の名が残されており、北極海に浮かぶウランゲリ島のほか、アラスカ南東岸のアレキサンダー諸島に位置するランゲル島（Wrangell Island）とその主要都市ランゲル（Wrangell）、アレキサンダー諸島のランゲル海峡（Wrangell Narrows）、アッツ島の西端に位置し、アラスカおよびアメリカ合衆国の最西端でもあるランゲル岬（Cape Wrangell）、ランゲル山地とその唯一の活火山であるランゲル山（Mount Wrangell）、ランゲル・セントイライアス国立公園などは、ウランゲルの名に由来するものである。